# Новая Деревня (Заокский район)
Новая Деревня — деревня в Заокском районе Тульской области в составе Малаховского сельского поселения.

## География
Деревня находится в северной части Тульской области на расстоянии приблизительно 5 километров по прямой на восток от посёлка Заокский, административного центра района.

## История
В 1926 году здесь было учтено 16 дворов, на предвоенной карте (1935-1941гг) отмечено 14 дворов.

## Население
Постоянное население деревни составляло 84 человека (1926 год), 13 (русские 39 %, армяне 46 %) в 2002 году, 24 в 2010.